# Reitstadion Riem

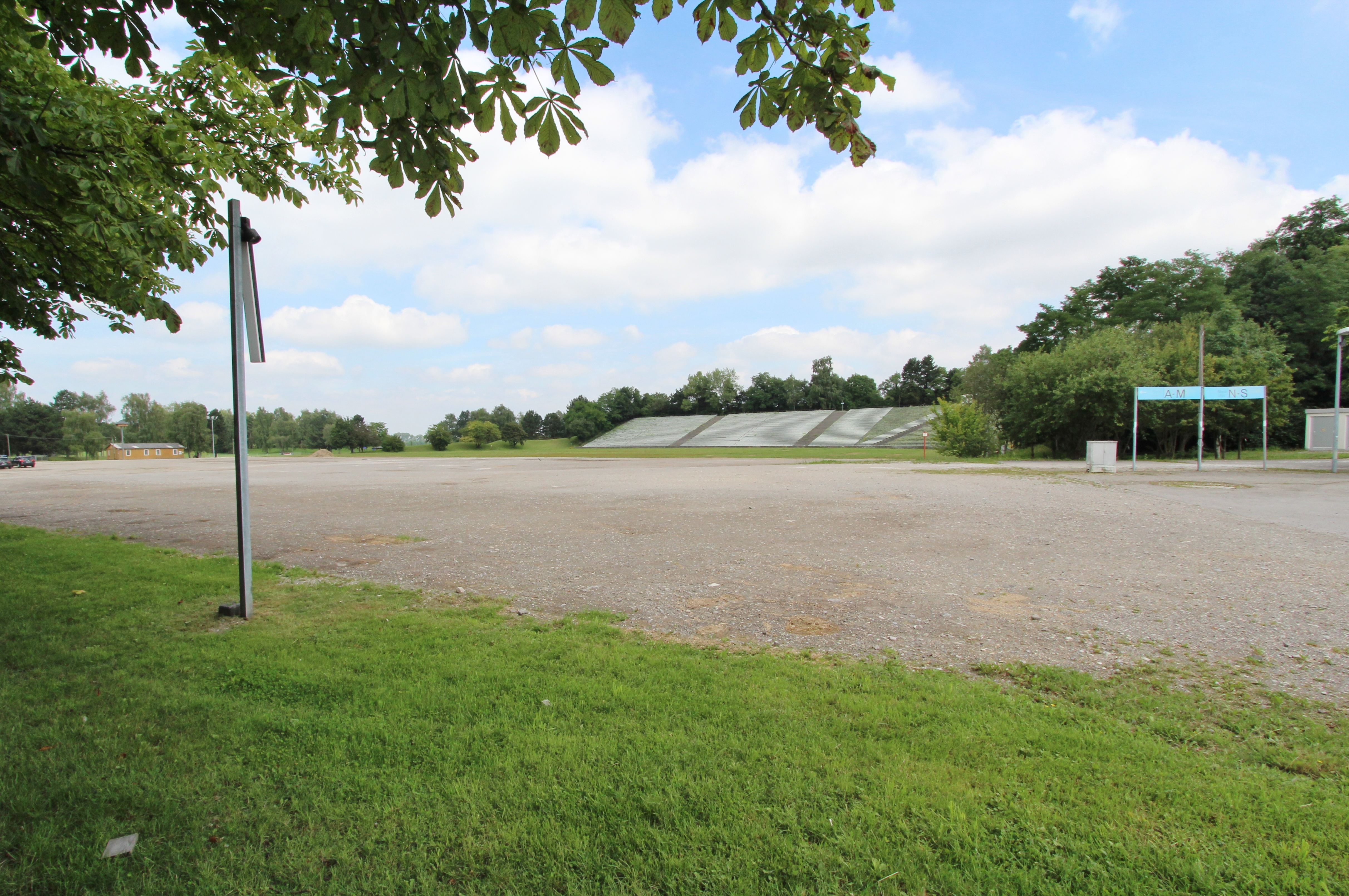
Reitstadion Riem (2014)

Das Reitstadion Riem, auch bekannt als Olympia-Reitstadion, ist ein Reitstadion in München-Riem. Es wurde 1972 für die Olympischen Sommerspiele desselben Jahres errichtet. Nachdem 1984 die Haupttribüne durch Unwetter baufällig wurde, fanden hier keine großen Pferdesportveranstaltungen mehr statt; Konzerte fanden jedoch weiterhin statt. 2008 wurde die baufällige Haupttribüne abgerissen. Im Jahr 2012 wurden aus Sicherheitsbedenken Konzertveranstaltungen untersagt, für den Pferdesport steht es weiterhin zur Verfügung.

## Lage und Anbindung
Das Stadion befindet sich östlich der Schichtlstraße, von wo es eine Abzweigung zu den Stadionparkplätzen gibt, und nordwestlich der Landshamer Straße in München-Riem. Es liegt in der 27 Hektar großen Olympia-Reitanlage. Münchens Stadtzentrum befindet sich 7,5 Kilometer westlich des Stadions. Vom Bahnhof München-Riem, der an der Bahnstrecke München–Simbach liegt und von der S-Bahn München befahren wird, benötigt man einen siebenminütigen Fußweg in das nordwestlich davon gelegene Reitstadion. Unweit des Bahnhofs gibt es zusätzlich Busverbindungen.

## Geschichte
Bereits während des Zweiten Weltkrieges wurde das Gelände, auf dem sich heute das Reitstadion befindet, als militärische Reitschule genutzt.
Das heutige Reitstadion wurde im Jahr 1972 für einige Reitwettbewerbe der XX. Olympischen Sommerspiele errichtet. 1958 übernahm der Deutsche Reiter- und Fahrerverband das durch den Krieg schwer beschädigte Gelände. Im Stadion befindet sich eine Grünfläche von 12.000 Quadratmetern, die von einer offenen Sitzplatztribüne sowie einem befestigten Park-, Veranstaltungs- und Messebereich umgeben wird. Ursprünglich boten die Tribünen 23.000 Zuschauern Platz, und das Stadion war neben dem Garten von Schloss Nymphenburg, wo die Dressurprüfungen ausgetragen wurden, eine der beiden Kulissen des Pferdesports der Olympischen Spiele in München. Des Weiteren wurden einige Disziplinen des Modernen Fünfkampfs im Reitstadion ausgetragen.

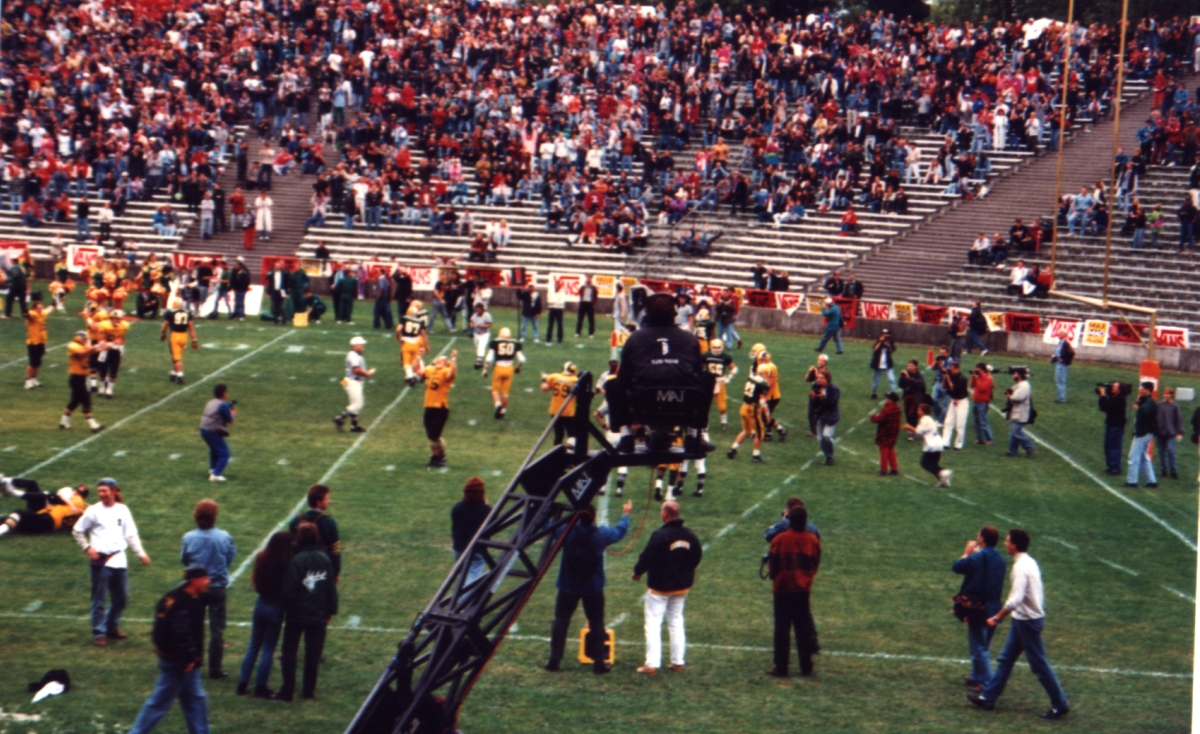
German Bowl 1993 im Reitstadion Riem, kurz nach dem Schlusspfiff

Nach den Olympischen Spielen entwickelte sich das Stadion zu einem Konzertveranstaltungsort. Hier traten unter anderem Bob Marley & The Wailers (1980), Supertramp (1983), Pink, Linkin Park, Coldplay und Green Day auf. 1975 und 1981 war Riem zudem Ausrichter der Europameisterschaften im Springreiten, und in den Jahren 1978 und 1980 fanden dort die Deutschen Meisterschaften im Dressurreiten und im Springreiten statt. Am 25. September 1993 wurde im Reitstadion das Endspiel um die Deutsche Meisterschaft im American Football ausgetragen. Im 15. German Bowl besiegten die Munich Cowboys die Cologne Crocodiles mit 42:36 n. V. vor 9000 Zuschauern.
Im Jahr 2008 musste die Haupttribüne, die einst 7.000 Plätze hatte sowie ein Restaurant und 50 Reporterkabinen beherbergte, gesprengt werden. Zuvor riss man den Richterturm und die Anzeigetafel ab, damit die Sprengung ohne Komplikationen erfolgen konnte. Insbesondere das Dach der Holzkonstruktion, das als gleichschenkliges Dreieck über der Mitte der Tribüne spitz zulief und an den anderen Ecken an der Tribüne befestigt war, wurde 1984 durch Hagelkörner schwer beschädigt und das Wasser drang dort ein. Daraufhin musste die Haupttribüne gesperrt werden. Den Sprengungsentschluss fällte man, nachdem sich Leimbinder langsam auflösten. Das Reitstadion verfügt jedoch weiterhin über eine offene Sitzplatztribüne.
Mitte 2012 wurde im Reitstadion ein Konzertverbot verhängt, da „aufgrund von Sicherheitsbedenken der Stadt München […] keine Genehmigung für eine Open-Air-Veranstaltung dieser Größenordnung im Reitstadion Riem erteilt werden“ konnte. Ein weiteres Problem neben den maroden Stadiontribünen stellte dabei die An- und Abreise mit der S-Bahn vom Bahnhof Riem dar: An Tagen der Großkonzerte wurde dort gedrängelt und Menschen liefen über Gleise, um schneller ins Stadion beziehungsweise zurück zum Bahnhof zu kommen. Das Konzert-Aus kam nach einer Begehung von Sicherheitsbeauftragten. Die Baukommission und das Kreisverwaltungsreferat stellten bereits einige Wochen vorher gravierende Mängel fest: Tribünen der Anlage sollen dabei erheblich marode gewesen sein. Bis zum Verbot fanden im Stadion etwa 30.000 Konzertbesucher Platz.

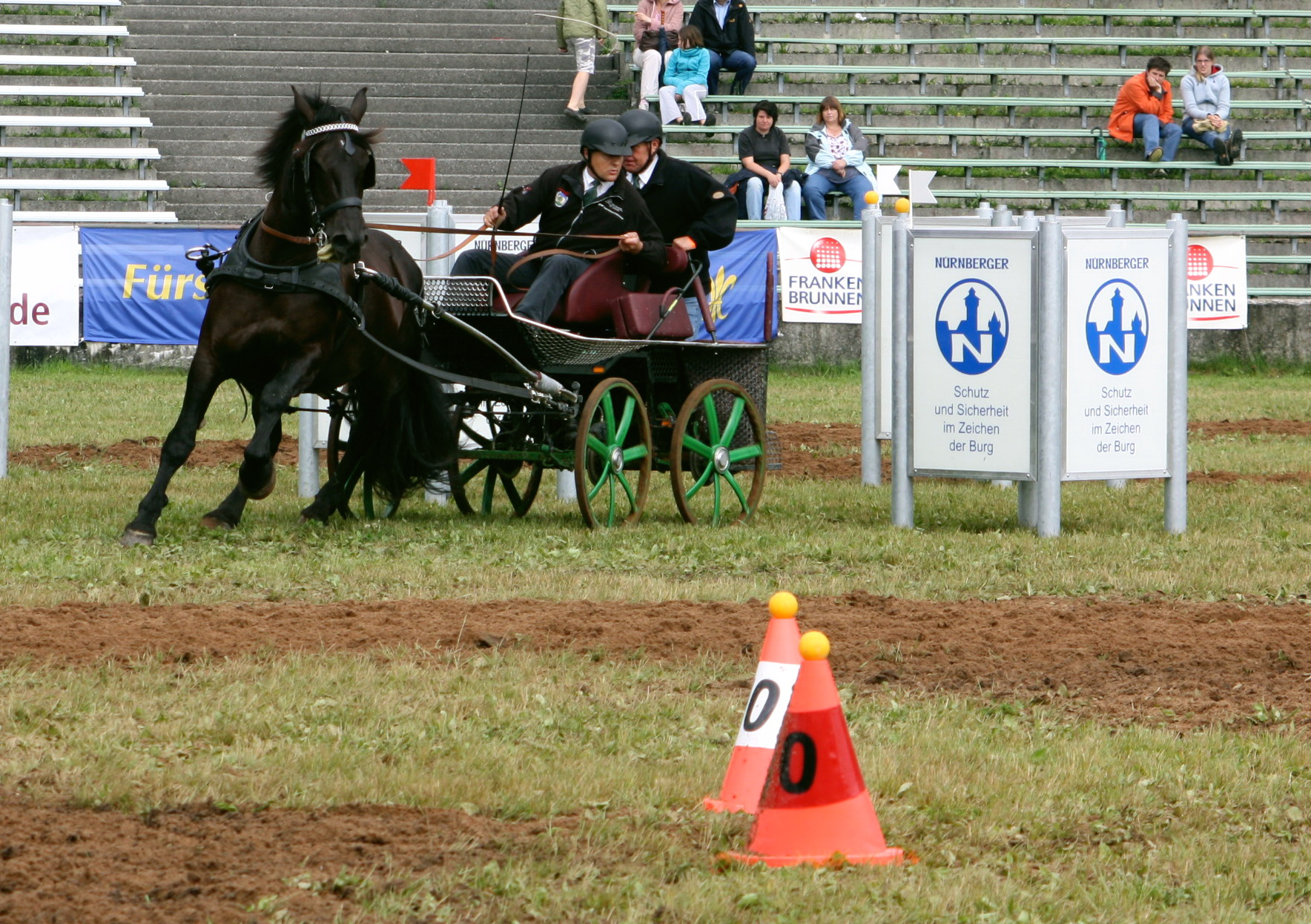
Gebrauchsprüfungen für Fahrpferde im Reitstadion Riem während der „Pferd International 2011“

Die Prüfungen von in München-Riem stattfindenden Pferdesportveranstaltungen finden heute meist auf den umliegenden Reitplätzen der Olympia-Reitanlage statt, für Turniere im Winter stehen auch Reithallen zur Verfügung. Während der „Pferd International“, eines großen jährlich zu Christi Himmelfahrt stattfindenden Turniers, wird das Reitstadion für das Schauprogramm und Prüfungen im Fahrsport genutzt.